# ゼルンボンシンターゼ
ゼルンボンシンターゼ(Zerumbone synthase, EC 1.1.1.326, ZSD1)は、系統名を10-ヒドロキシ-α-フムレン:NAD+オキシドレダクターゼ(10-hydroxy-alpha-humulene:NAD+ oxidoreductase)という酵素である。この酵素は、以下の化学反応を触媒する。
10-ヒドロキシ-α-フムレン + NAD+ {\displaystyle \rightleftharpoons } ゼルンボン + NADH + H+
この酵素は、ハナショウガからクローニングされている。